# I liga polska w rugby (1963)
I liga polska w rugby (1963) – siódmy sezon najwyższej klasy ligowych rozgrywek klubowych rugby union w Polsce. Tytuł mistrza Polski zdobyła drużyna AZS Warszawa, drugie miejsce Lechia Gdańsk, a trzecie Posnania Poznań.

## Uczestnicy rozgrywek
Do rozgrywek ligi przystąpiły tylko 4 drużyny – spośród drużyn, które kończyły poprzedni sezon, nie brała udziału z powodu braku funduszy drużyna AZS Lublin. Przystąpili natomiast do sezonu Czarni Bytom, którzy poprzedniego nie ukończyli. Był to okres kryzysu ligi rugby spowodowanego decyzją Głównego Komitetu Kultury Fizycznej i Turystyki o wpisaniu rugby na listę dyscyplin nierozwojowych.

## Przebieg rozgrywek
Rozgrywki toczyły się w systemie wiosna–jesień, każdy z każdym, mecz i rewanż.
Wyniki spotkań:
|                 | AZS Warszawa | Posnania Poznań | Lechia Gdańsk | Czarni Bytom |
| AZS Warszawa    | –            | 38:3            | 20:9          | 9:0 (wo)     |
| Posnania Poznań | 16:24        | –               | 6:15          | 16:5         |
| Lechia Gdańsk   | 5:20         | 14:24           | –             | 8:3          |
| Czarni Bytom    | 8:14         | 9:11            | 0:10          | –            |

Tabela końcowa:
| Pozycja | Drużyna         | Punkty razem | Bilans punktów |
| ------- | --------------- | ------------ | -------------- |
| 1       | AZS Warszawa    | 18           | 114:34         |
| 2       | Lechia Gdańsk   | 12           | 61:73          |
| 3       | Posnania Poznań | 12           | 79:94          |
| 4       | Czarni Bytom    | 5            | 25:68          |